# كليوباترا دارلو
كليوباترا دارلو هي لاعبة كرة يد فرنسية تلعب في مركز حارس المرمى في منتخب فرنسا.